# Wolfgang Arnold (Mediziner, 1915)
Wolfgang Arnold (* 3. Oktober 1915 in Riesa; † 22. September 1993 in Hamburg)
war ein deutscher Pharmakologe, Toxikologe und Rechtsmediziner. Er arbeitete als Professor am Universitätskrankenhaus Eppendorf der Universität Hamburg.

## Ausbildung und Beruf
Arnold schloss 1935 die Schule mit dem Abitur ab. Er begann ein Studium der Pharmazie, dem er ein Studium der Lebensmittelchemie folgen ließ. Seine Studien wurden durch den Zweiten Weltkrieg zeitweise unterbrochen. Nach dem Staatsexamen in Pharmazie arbeitete er am Pharmazeutischen Institut der Universität Halle; neben seiner Arbeit am Institut studierte er Medizin. 1948 promovierte er zum Doktor der Naturwissenschaften. Arnold wechselte anschließend an die Universität Leipzig, wo er die chemisch-toxikologische Abteilung des gerichtsmedizinischen Instituts leitete und sich zum Gerichtsmediziner fortbildete. Seinen zweiten Doktortitel, den Dr. med., erlangte er 1955, seine Dissertation hatte Quecksilbervergiftungen zum Thema. Als Pharmakologe mit Staatsexamen, approbierter Lebensmittelchemiker und anerkannter Gerichtsmediziner arbeitete er in der chemischen Industrie. 1959 floh er aus der DDR.
1960 begann er, an der Universität Hamburg im Institut für gerichtliche Medizin und Kriminalistik eine chemisch-toxikologische Abteilung aufzubauen – ein toxikologisches Labor war nicht vorgesehen gewesen, wurde aber von Arnold durchgesetzt. Nachdem er sich 1968 in Hamburg habilitieren konnte, lehrte er dort als Privatdozent. 1977 wurde er zum Professor ernannt. Nach seiner Emeritierung 1984 publizierte er weiter und hielt regelmäßig Vorträge auf Kongressen. Sein Nachfolger war Achim Schmoldt.
Die Gesellschaft für Toxikologische und Forensische Chemie, GTFCh, verlieh Wolfgang Arnold in Anbetracht seiner wissenschaftlichen Leistungen 1989 die Ehrenmitgliedschaft.
Seine letzte Ruhestätte fand Wolfgang Arnold auf dem Friedhof Ohlsdorf. 

## Forschung und organisatorische Arbeit
Arnold veröffentlichte rund 150 wissenschaftliche Arbeiten. Zu seinen wichtigsten zählen seine Forschungen zum Nachweis von Thallium und Arsen im Körper, sowie zu ihrer Kinetik und die Arbeiten zum Nachweis und zum Metabolismus von Hypnotika, unter anderem von so genannten K.-o.-Tropfen.
Arnold war ein Pionier der dabei eingesetzten Infrarotspektrometrie und Massenspektrometrie in der forensischen Toxikologie; bereits früh warb er für den Einsatz des FTIR-Spektrometers in der Forensik. In den frühen 1980er Jahren war Arnold einer der ersten, der Opiate in Haaren mittels Radioimmunassay bestimmte.
Als Gutachter befasste Arnold sich mit den Interaktionseffekten von Alkohol und Medikamenten und ihrer Bewertung. Wolfgang Arnold war 1978 Gründungsmitglied der Gesellschaft für Toxikologische und Forensische Chemie, GTFCh und fungierte über viele Jahre als ihr Archivar.